# B1A4
B1A4（ビーワンエイフォー、韓: 비원에이포）は、韓国の男性アイドルグループである。略称は비포(ビポ, ビッポ)、뵤네뽀（ビョネポ）など。ファンクラブ名はBANA（バナ)。

## 概要
2011年4月21日に1stミニアルバム「Let's Fly」でCDデビュー。2011年4月23日に MBCショー音楽中心にてデビュー出演した。
グループ名はメンバーの血液型から由来し、また「Be the one、All for one」（僕たちの夢のためにベストをつくす）という意味も込められている。ファンクラブ名はBANA（バナ)。BA（B1A4メンバー）NA（私：ファン）の合わさった意味でお互い惚れる（반하다（バナダ））の省略語。
ジニョン、バロが事務所を変更し俳優活動を開始。シヌゥ、サンドゥル、ゴンチャンの3人体制でのグループ音楽活動を開始した。
プロ野球KBOリーグ斗山ベアーズ選手応援歌に曲が使われている(朴健祐選手：걸어본다、呉在一選手：good timing、許敬民選手：이게 무슨 일이야、朴世爀選手：잘자요 굿나잇)。

## 日本での活動
2011年10月、ポニーキャニオンとマネージメントおよび専属アーティスト契約を締結した。
2016年10月、ユニバーサルミュージックとマネージメントおよび専属アーティスト契約を締結し移籍した。

## メンバー

### シヌ
- ハングル表記：신우(CNU)
- 本名：シン・ドンウ(신동우)
- 生年月日1991年6月16日（34歳） 、身長182cm、A型[1]。
- 忠清北道清州市出身。5つ年上の姉がいる。
- 鳳鳴高等学校卒、 漢陽大学校 演劇映画学専攻在学中（2013年）。兵役法に基づいて徴兵され大韓民国陸軍第27歩兵師団にて軍服務(2019年1月～2020年8月)。
- WMエンターテインメント所属の歌手、作詞家、作曲家。グループではヴォーカル、ラップ、ダンスを行う。歌手として、tvN「シンデレラと4人の騎士」「ゴースト・ドクター」「賢い監房生活」「1等当選金を受け取ってください」のOSTに参加した。また、俳優としても活躍しており、テレビドラマKBS「天女がいなきゃ？！」、SBS「復讐の女神」、tvNドラマプロジェクトO'PENing作品「1等当選金を受け取ってください」[4]や、舞台「きらびやかで輝かしい」に出演。また、ミュージカル俳優として、「チェス」「三銃士」「ハムレット」に出演。除隊後には「光州」で主演としてパク・ハンス役を演じた[4]。KBS Cool FM 「スーパージュニアのKiss The Radio」に単独レギュラー出演したり、KSBSパワーFM「パク·ソヒョンのラブゲーム-ラブエピソード」に出演した。2022年には初の単独ファンミーティングを開催した[5]。

### サンドゥル
- ハングル表記：산들(SANDEUL)
- 本名：イ・ジョンファン(이정환)
- 生年月日：1992年3月20日（33歳）、身長175cm、血液型A型[1]。
- 釜山直轄市(現･釜山広域市)出身。2つ年上の姉がいる。
- 釜山東亜高等学校卒、明知大学校 映画ミュージカル学部在学中（2014年）。
- 膝内側半月板軟骨損傷のため手術（2013年2月）を行った。また、過去にレバーの生食から肺吸虫症を発症し治癒済みで、肺の一部に穴が空いている。
- 兵役法に基づいて徴兵され社会服務要員として代替服務(～2023年8月)
- WMエンターテインメント所属の歌手、作詞家・作曲家。グループではメインヴォーカルを務める。ソロでは、アルバムやシングルを発表するほか、テレビドラマSBS「神の贈り物－14日」「初対面で愛します」、KBS 2TV「マンホール」「Lovely Horribly」「朝鮮ロコ－ノクドゥ伝」、OCN「バッドガイズ」、tvN「内省的なボス」「スタートアップ」「無人島のディーバ」「海街チャチャチャ」、JTBC「先輩、その口紅塗らないで」や、ゲームCom2uS Corp「WannabeChallenge」、onstove「テイルズランナーアンダーワールド」や、TOON STUDIOのウェブ漫画「昼に浮かぶ月」「趣向狙撃の彼女」等にOSTで参加している。また、Re:born projectやPrimaryのアルバム「POP」に参加したり、ユ・スンウの「OPPA」、ディンディンの「息」、キャプテンプラネットプロデュース俳優アン・セハ氏の曲にフィーチャリングで参加するなど、幅広く活動している。「2021 第30回ソウル歌謡大賞」バラード賞を受賞している。
- 俳優としては、保険会社アリアンツのウェブドラマ「ロス：タイム：ライフ」に出演。またミュージカル俳優として、「兄弟は勇敢だった」「千番目の男」「ALL SHOOK UP」「シンデレラ」「三銃士」「アイアンマスク」「シャーロック・ホームズ：消えた子供」「1976ハーラン・カウンティ」「ネクスト・トゥ・ノーマル（Next to Normal）」に出演した。
- レギュラー出演ラジオ番組MBCFM「サンドゥルの星が輝く夜に」は韓国消費者フォーラム主催「2019大韓民国ファーストブランド大賞」「ラジオ番組」部門、第46回韓国放送大賞の演芸娯楽ラジオ部門作品賞、DJとして2019MBC放送演芸大賞「ラジオ優秀賞」を個人受賞した。同番組の固定ゲストAPRILジンソルとPLT(PlanetariumRecords)のJUNEとの３名チーム名「c3s」でコラボ曲を配信している。
- 音楽番組や、バラエティ番組への出演、YouTubeチャンネルとのコラボやゲスト出演など様々なジャンルで実力を発揮している。また、第73周年光復節及び政府樹立70周年慶祝式に出演した。

### ゴンチャン
- ハングル表記：공찬(GONGCHAN)
- 本名：ゴン・チャンシク(공찬식)
- 生年月日1993年8月14日（32歳）、身長181cm、血液型A型 [1]。
- 全羅南道順天市出身。弟がいる。
- ソウル公演芸術高等学校卒。[6]
- 先天性腎盂尿管移行部狭窄症のため片方の腎臓を摘出（2012年7月）。
- 趣味：写真撮影、特技：ジャンケン。オランウータンのモノマネ。
- 順天市名誉広報大使(2019年4月)。
- グループではヴォーカルを担当するほか、ファッションショーへの出演（Daiz Pop Heritage 2011 F/W）やバラエティ番組やラジオへの出演、MCとして幅広く活躍する。俳優としては、MAMAMOOのミュージックビデオ「Piano Man」、キム・ヒョンギ監督の映画「ミスターボス」やテレビドラマKBS2 TV「犬の声」、MBC every1「恋愛は面倒くさいけど寂しいのはイヤ」、ウェブドラマaT(韓国農水産食品流通公社)K-FOOD「おいしい恋愛」、「旅行でロマンスに会う確率シーズン1.5」、Playlist「私の名前に」、WHYNOT MEDIA「モコジキッチン」、TVING「俺は恋愛なんか求めてない！」(OSTにも参加）「私が好きな男X私を好きな男」、Take One Companyのモバイル恋愛シミュレーションゲーム「恋愛が必要」に出演した。

## グループ音楽活動休止メンバー

### ジニョン
- ハングル表記：진영 (JINYOUNG)
- 本名：チョン・ジニョン (정진영)
- 生年月日1991年11月18日（33歳） 、身長178cm、血液型A型。
- 事務所移籍までの間、グループリーダー、ヴォーカルを務めた。
- 作詞家・作曲家、サウンドプロデューサー、歌手、俳優。
- スポーツ対決番組に出演（アーチェリー競技）
- テレビドラマに俳優出演(MBC ｢千番目の男」ミンギュ役(回想))
- テレビドラマに俳優出演(tvN「優雅な女」コン・ミンギュ役)
- 映画に俳優出演(「怪しい彼女」パン・ジハ役)
- 第50回百想芸術大賞映画部門男性人気賞候補(2014年4月)
- テレビドラマに俳優出演(Mnet「七転び八起き ク・ヘラ」カン・セチャン役とレイキム役の一人二役)(2015年1月～3月)
- テレビドラマに俳優出演(MBC ｢メンドロントトッ」チョン・プンサン役)(2015年5月～7月)
- KBSウェブドラマに俳優出演「恋愛探偵シャーロックK」カンサン役(2015年11月)
- ガールズグループデビュープロジェクト番組に出演（Mnet「プロデュース101」ミッション曲「同じところで」作詞作曲プロデュース「桜の花が散れば」作詞作曲）(2016年3月～4月)
- ガールズグループOH MY GIRLに楽曲を提供（「PINK OCEAN」収録曲「一歩、二歩」）（2016年3月）
- モキュメンタリー番組に出演(Mnet「音楽の神2」ジニョン役)(2016年4月～)
- テレビドラマに俳優出演(KBS2TV「雲が描いた月明り」キム・ユンソン役)(2016年8月～)
- テレビドラマOSTにプロデュース参加(KBS2TV「雲が描いた月明り」ベン「霧の道」)
- ガールズグループI.O.Iに楽曲を提供（「miss me?」収録曲「ちょっと(Hold On)」）（2016年10月）
- 2016年KBS演技大賞の新人演技賞を受賞（受賞者二名の内の一人）
- バラエティ番組に出演と楽曲提供(KBS「アイドルドラマ工作団」内ドラマ「花道だけ歩こう」タイトル曲「Deep Blue Eyes」)(2017年6月)
- 短編ドラマに俳優出演(KBS 2TV「私たちが季節なら」ドンソク役)(2017年9月)
- 所属事務所はMANAGEMENT RUN
- テレビドラマOSTに歌手参加（tvN「100日の郎君様」）
- 自作曲「君は」無料配信
- テレビドラマOSTに歌手参加（KBS「パフューム」）
- 映画に主演として俳優出演「僕の中のあいつ」(キム・ドンヒョン役)
- ドラマに俳優出演(Netflix「初恋は初めてなので」ドヒョン役)
- 兵役法に基づいて徴兵され社会服務要員としてソウル特別市銅雀区役所に代替服務した(2019年7月～2021年4月)
- 2019年著作権名誉寄贈者
- ウェブ漫画コラボ曲参加(NAVER「ヨンノム」)
- テレビドラマに俳優出演(KBS 2TV「警察授業」カン・ソンホ役)(2021年8月～)
- テレビドラマOSTにプロデュース参加(KBS2TV「警察授業」Yuju「Stay」)
- 2021年KBS演技大賞の人気賞（男性部門）・ベストカップル賞を受賞（受賞者二名の内の一人)
- アメリカ3Dアニメ映画の朝鮮語吹替版に声優出演「シング:ネクストステージ(Sing 2)」ジョニー役(二代目)
- インターネット配信バラエティー番組に出演(TVING「青春MT」)(2022年9月～)
- 音楽イベント韓国文化財財団KBS「600年の道が開かれる」MC出演
- MBCオーディション番組「少年ファンタジー」審査員プロデューサー出演
- MBC「少年ファンタジー～放課後のときめきシーズン2～」楽曲プロデュース
- 音楽祭「第19回堤川国際音楽映画祭（JIMFF）」開幕式MC出演
- ドラマNetflix「Sweet Home－俺と世界の絶望－」シーズン2,3に俳優出演(パク・チャニョン役)
- ドラマKBS 2TV「怪しい彼女」に俳優出演(ダニエル・ハン役)

### バロ
- ハングル表記：바로(BARO)
- 本名：チャ・ソヌ(차선우)
- 生年月日：1992年9月5日（32歳） 、身長175cm、血液型B型 。
- 光州直轄市(現･光州広域市)出身。妹は2017年デビューのソロ歌手アイ[7]
- 事務所移籍までの間、メインラッパーを務めた。
- MEDIALAB SISO所属の作詞家、歌手、俳優。
- 鹽光高等学校卒
- スポーツ対決番組に出演（陸上競技）
- バラエティ番組に出演（Y-STAR 「食神ロード」SBS「ランニングマン」MBC「無限に挑戦」）
- ラジオ番組にレギュラー出演（MBCFM 「シンドンのシムシムタパ」）
- Ziaのミュージックビデオ「For a year」に俳優出演
- LOVELYZユ・ジエのミュージックビデオ「Delight」に俳優出演
- テレビドラマに俳優出演(tvN「応答せよ1994」ビングレ役)
- チョンギゴ＆SISTARソユのミュージックビデオ「Some」に俳優出演
- テレビドラマに俳優出演(SBS「神の贈り物－14日」キ・ヨンギュ役)
- 第50回百想芸術大賞TV部門男性新人賞候補・男性人気賞候補(2014年4月)
- 旅バラエティ番組に出演（tvN「花より青春 - ラオス編」SBS「ジャングルの法則 - パラオ編」）
- ドイツアニメ映画の朝鮮語版の声優出演「THE 7TH DWARF」 (小人ボボ役)
- Brown Eyed GirlsのJEAのソロ曲「하루만이라도」にラッパーとしてゲスト参加(2015年2月)
- ジニョンとテレビドラマＯＳＴ参加(Mnet「七転び八起きク・ヘラ」)(2015年3月)
- テレビドラマに俳優出演(MBC「Angry Mom」ホン・サンテ役)(2015年3月～5月)
- 菓子のイメージキャラクターに起用（クラウン製菓 チョコハイムＣＦ出演・チョコハイムパッケージ）
- 保険会社アリアンツのウェブドラマに俳優出演「ロス：タイム：ライフ」(2015年7月)
- Amiの曲「骨の中まで痛い」にラップフィーチャリング参加（2015年8月）
- KTのollehのコマーシャルに出演（2015年10月）
- テレビドラマに俳優出演(KBS2TV「マスター－ククスの神」キム・ギルド役(青年時代))(2016年4月)
- ソ・イェアンの曲「Chocolate Kiss」にフィーチャリング参加（2016年5月）
- テレビドラマに俳優出演(KBS 2TV「ビバ・アンサンブル」ソヌ役)(2017年4月)
- ウェブムービーに俳優出演(TiTANplatform「目を閉じる」ヒョン役)(2017年5月)
- テレビドラマに俳優出演(KBS2TV「マンホール」チョ・ソクテ役)(2017年8月〜9月)
- シヌゥとテレビドラマOST参加(tvN「賢い監房生活」)
- ドラマMBC「悪い刑事」に俳優出演（イギリスBBCドラマ「Luther」リメイク）ファン・ドンユン役
- ウェブドラマKBS「ツー・ハーツ」に俳優出演(チャ・ソヌ役)
- ドラマMBN「恋のレベルアップ」に俳優出演(クァク・ハンチョル役)
- 兵役法に基づいて徴兵され大韓民国陸軍第7歩兵師団にて軍服務(2019年9月～2021年2月)
- 映画に俳優出演(「迷惑」ヨンジュン役)(2022年10月19日～)
- ドラマtvN「僕を溶かしてくれ」に俳優出演
- ドラマJTBC「IDOL：THE COUP D'ETAT」に俳優出演
- ドラマDisney+「グリッド」に俳優出演
- ドラマJTBC「財閥家の末息子」に俳優出演
- ドラマMBC DRAMA「ロマンスヴィラン」に俳優出演(カン・ヒジェ役)
- ドラマKBS joy「始まりはキス」に俳優出演(ファン・グ役)
- ドラマKBSドラマスペシャル2023「ドヒョンの告白」に俳優出演(チョン・ムウォン役)
- 映画「アンナプルナ」に俳優出演(ソヌ役)
- 映画「Windmill」に俳優出演(ジョンフン役)
- 舞台演劇に俳優出演(「HELLO .THE HELL OTHELLO」イアゴ役)
- 舞台演劇に俳優出演(「蜘蛛女のキス」バレンタイン役)
- 光州市教育庁広報大使に委嘱
- 舞台演劇に俳優出演(「イ·ギドン体育館」イ·ギドン役)

## 作品

### 韓国

#### ミニアルバム
- 「Let's Fly」(2011年4月21日)
- 「it B1A4」(2011年9月16日)
- 「IN THE WIND」(2012年11月12日)
- 「이게 무슨 일이야」(2013年5月6日)
- 「SOLO DAY」(2014年7月14日)
- 「Sweet Girl」(2015年8月10日)
- 「Rollin’」(2017年9月25日)
- ｢CONNECT｣ (2024年1月8日)

#### フルアルバム
- 「THE B1A4 I [IGNITION]」（2012年3月14日）
- 「THE B1A4 I [IGNITION] SPECIAL EDTION」（2012年5月24日）
- 「B1A4 2ND ALBUM [WHO AM I]  」（2014年1月13日）
- 「B1A4 3rd ALBUM [Good Timing] 」（2016年11月28日）
- 「B1A4 4th ALBUM [Origine] 」（2020年10月19日）B1A4が5人組から3人組に改編して初めて発売するアルバム

#### デジタルシングル
- 「This Time Is Over」（2012年3月5日）
- 「크리스마스잖아요 (It's Christmas)」（2015年12月10日）
- 「반하는 날」(2019年1月29日)
- 「10 TIMES」(2021年4月23日)
- 「거대한 말」(2021年11月10日)

#### ミュージック・ビデオ
- 「O.K」(2011年)
- 「못된 것만 배워서(Only Learned the Bad Things)」(2011年)
- 「Beautiful Target」(2011年)
- 「Beautiful Target(ZOOM ZOOM Ver.) 」(2011年)
- 「BABY I'M SORRY」(2012年)
- 「잘자요 굿나잇(Baby Good Night)」(2012年)
- 「걸어 본다(TRIED TO WALK)」(2012年)
- 「이게 무슨 일이야(What's Happening)」(2013年)
- 「LONELY(없구나)」（2014年）
- 「SOLO DAY」（2014年）
- 「Sweet Girl」（2015年）
- 「거짓말이야 (A lie)」（2016年）
- 「Rollin'」(2017年)
- 「영화처럼(Like a Movie)｣(2020年)
- 「REWIND」(2024年)

#### DVD
- ライヴ DVD「1st Baba B1A4 Concert IN SEOUL」[3DVD＋フォトブック]（2013年6月）
- SPECIAL DVD「花より B1A4」（2013年11月22日）
- ライヴ DVD「2013 B1A4 LIMITED SHOW AMAZING STORE」 [3DVD＋フォトブック]（2014年03月21日）
- ライヴ DVD「The Class Concert」[3DVD＋フォトブック]（2014年12月19日）
- ライヴ DVD「B1A4 ADVENTURE 2015」[2DVD＋フォトブック](2016年8月3日)

### 日本

#### シングル
|      | 発売日         | タイトル                               | 規格品番 | 最高位 |
| ---- | -------------- | -------------------------------------- | --- | ------ |
| 1st  | 2012年6月27日  | Beautiful Target -Japanese ver.-       | PCCA.03616:初回限定盤A PCCA.03617:初回限定盤B PCCA.03618:通常盤                                                                                   | 4位    |
| 2nd  | 2012年8月29日  | おやすみ good night -Japanese ver.-    | PCCA.03668:初回限定盤A PCCA.03669:初回限定盤B PCCA.03670:通常盤                                                                                   | 4位    |
| 3rd  | 2013年8月28日  | イゲ ムスン イリヤ〜なんで？どうして？ | PCCA.03894:初回限定盤A PCCA.03895:初回限定盤B PCCA.03896:通常盤                                                                                   | 3位    |
| 4th  | 2014年9月10日  | SOLO DAY -Japanese ver.-               | PCCA.04094:初回限定盤A PCCA.04095:初回限定盤B PCCA.04096:通常盤                                                                                   | 3位    |
| 5th  | 2015年1月21日  | 白いキセキ                             | PCCA.04166:初回限定盤A PCCA.04167:初回限定盤B PCCA.04168:通常盤                                                                                   | 3位    |
| 6th  | 2015年11月18日 | HAPPY DAYS                             | PCCA.04295:初回限定盤A PCCA.04296:初回限定盤B PCCA.04297:通常盤 SCCA>00031:FC限定盤                                                               | 3位    |
| 7th  | 2017年3月8日   | You and I                              | UPCH-7240:初回限定盤A UPCH-7241:初回限定盤B UPCH-5900:通常盤                                                                                      | 6位    |
| 8th  | 2017年5月24日  | Follow me                              | UPCH-7260:初回限定盤A UPCH-7261:初回限定盤B UPCH-5910:通常盤                                                                                      | 24位   |
| 9th  | 2018年2月7日   | Do You Remember                        | UPCH-7390:初回限定盤A UPCH-7391:初回限定盤B UPCH-5933:通常盤 PDCJ-5091:ソロ盤 PDCJ-5092:ソロ盤 PDCJ-5093:ソロ盤 PDCJ-5094:ソロ盤 PDCJ-5095:ソロ盤 | 2位    |
| 10th | 2018年4月10日  | 会えるまで                             | UPCH-7404:初回限定盤A UPCH-7405:初回限定盤B UPCH-5938:通常盤 PDCJ-5096:ソロ盤 PDCJ-5097:ソロ盤 PDCJ-5098:ソロ盤 PDCJ-5099:ソロ盤 PDCJ-5100:ソロ盤 | 5位    |

#### アルバム
|     | 発売日         | タイトル | 規格品番 | 最高位 |
| --- | -------------- | -------- | --- | ------ |
| 1st | 2012年10月24日 | 1        | PCCA-03699:初回限定盤A PCCA-03700:初回限定盤B PCCA-03670:通常盤                                                            | 5位    |
| 2nd | 2014年3月19日  | 2        | PCCA-04005:初回限定盤A PCCA-04006:初回限定盤B PCCA-04007:通常盤                                                            | 9位    |
| 3rd | 2016年3月16日  | 3        | PCCA-04366:初回限定盤 PCCA-04367:通常盤 SCCA.00041:FC限定盤                                                                | 4位    |
| 4th | 2017年6月14日  | 4        | UPCH-7328:初回限定盤 UPCH-2128:通常盤 PDCJ-1089:ソロ盤 PDCJ-1090:ソロ盤 PDCJ-1091:ソロ盤 PDCJ-1092:ソロ盤 PDCJ-1093:ソロ盤 | 5位    |
| 5th | 2018年6月27日  | 5        | UPCH-7435:初回限定盤A UPCH-7436:初回限定盤B UPCH-2166:通常盤                                                               | 19位   |

#### 日本仕様盤
| 発売日         | タイトル                               | 規格品番   | 備考  |
| -------------- | -------------------------------------- | ---------- | ----- |
| 2012年1月25日  | Let's Fly/it B1A4                      | PCCA-03514 | 25位  |
| 2012年7月18日  | THE B1A4 I IGNITION SPECIAL EDTION     | PCCA-03638 | 42位  |
| 2013年5月15日  | IN THE WIND                            | PCCA-03828 | 34位  |
| 2013年9月18日  | B1A4/4TH MINI ALBUM イゲ ムスン イリヤ | PCCA-03916 | 109位 |
| 2014年6月18日  | WHO AM I                               | PCCA-04046 | 88位  |
| 2014年11月26日 | SOLO DAY                               | PCCA-04131 | 209位 |

#### コンパイルアルバム
| 発売日       | タイトル                     | 規格品番  | 順位 |
| ------------ | ---------------------------- | --------- | ---- |
| 2017年3月8日 | 「B1A4ファンヒッツ・コリア」 | UPCH-2123 | 72位 |

#### コンプリートアルバム
| 発売日        | タイトル                     | 規格品番  | 順位 |
| ------------- | ---------------------------- | --------- | ---- |
| 2015年3月11日 | Miracle Radio -2.5kHz- Vol.1 | PCCA-4189 | 41位 |
| 2015年3月11日 | Miracle Radio -2.5kHz- Vol.2 | PCCA-4190 | 55位 |
| 2015年3月11日 | Miracle Radio -2.5kHz- Vol.3 | PCCA-4191 | 78位 |
| 2015年3月11日 | Miracle Radio -2.5kHz- Vol.4 | PCCA-4192 | 51位 |
| 2015年3月11日 | Miracle Radio -2.5kHz- Vol.5 | PCCA-4193 | 53位 |

#### ベスト・アルバム
| 発売日        | タイトル                        | 規格品番  | 最高位 |
| ------------- | ------------------------------- | --------- | ------ |
| 2018年9月26日 | B1A4 JAPAN BEST ALBUM 2012−2018 | UPCH-2177 | 86位   |

#### DVD
| 発売日         | タイトル                                        | 最高位 |
| -------------- | ----------------------------------------------- | ------ |
| 2012年10月31日 | B1A4 HISTORY 2011-2012 IN JAPAN                 | 4位    |
| 2013年3月20日  | B1A4 Hotline                                    | 35位   |
| 2013年6月19日  | B1A4 1st CONCERT “BABA B1A4”IN JAPAN            | 4位    |
| 2013年12月18日 | B1A4のハローベイビー DVD-BOX                    | 42位   |
| 2014年2月26日  | 2013 B1A4 LIMITED SHOW［AMAZING STORE］in Japan | 5位    |
| 2014年3月19日  | 1st Baba B1A4 Concert IN SEOUL＜日本仕様盤＞    | 54位   |
| 2014年6月18日  | B1A4 Hotline SEASON2                            | 34位   |
| 2014年09月17日 | Live Tour 2014 in Japan Listen To The B1A4      | 10位   |
| 2015年3月18日  | B1A4 Road Trip to Japan - Ready?                | 32位   |
| 2015年3月18日  | B1A4といっしょ ! BOX I ＃1～＃3                 |        |
| 2016年6月22日  | The Great World Of B1A4～Japan Tour 2016        |        |
| 2016年8月3日   | B1A4 ADVENTURE 2015                             |        |
| 2017年12月13日 | B1A4 JAPAN TOUR 2017「Be the one」              |        |
| 2017年12月13日 | All for one                                     | 249位  |
| 2018年9月26日  | B1A4 JAPAN TOUR 2018 「Paradise」               |        |
| 2019年4月10日  | ドキュメンタリー「D+B1A4」                      |        |

### 台湾

#### ベストアルバム
- SUPER HITS （2012年11月）
- SUPER HITS 2（2013年7月）

#### ミニアルバム
- 「SOLO DAY」＜台湾盤＞（2014年8月）
- 「Sweet Girl」＜台湾盤＞（2015年9月）

#### フルアルバム
- 「B1A4 2ND ALBUM [WHO AM I] 」＜台湾盤＞（2014年8月）

## コンサート

### 韓国
- BABA B1A4(2012年12月8日～9日ソウルオリンピック公園ハンドボール競技場)
- 2013 B1A4 LIMITED SHOW ～AMAZING STORE～（2013年8月7日～11日ソウル広壮洞UNIQLO-AXホール）
- 2014 B1A4 CONCERT［THE CLASS］(2014年2月15日～16日ソウルオリンピック公園ハンドボール競技場、2014年3月1日KBS釜山ホール)
- B1A4 ADVENTURE 2015 (2015年9月12日～13日 ソウル延世大学野外劇場）
- B1A4 LIVE SPACE 2017(2017年2月4日～5日、11日～12日 ソウルブルースクエア・サムスンカードホール）
- 2025 B1A4 CONCERT [Singularity] (2025年5月9日～11日 YES24ライブホール)[8]

### 日本
- BABA B1A4 in Japan(2013年1月26～日27日兵庫･神戸ワールド記念ホール・1月29日～30日神奈川･横浜アリーナ)
- B1A4 Summer Live 2013 in UNIVERSAL STUDIOS JAPAN（2013年8月17日ユニバーサル・スタジオ・ジャパン）
- 2013 B1A4 LIMITED SHOW [AMAZING STORE] in Japan（2013年8月27日～9月20日Zepp Diver City TOKYO・Zepp FUKUOKA・Zepp Namba OSAKA）
- B1A4 LIVE TOUR 2014 in Japan「Listen To The B1A4」(2014年4月5日～6日横浜アリーナ・4月10日大阪城ホール)
- 「B1A4 X’mas LIVE 2015」（2015年12月23日グランキューブ大阪、2015年12月25日中野サンプラザ）
- B1A4 JAPAN TOUR 2016「The Great World of B1A4」（2016年1月11日大宮ソニックシティ、2016年1月13日～14日NHKホール、2016年1月18日福岡サンパレスホテル＆ホール、2016年1月24日神戸国際会館こくさいホール、2016年1月25日～26日名古屋国際会議場センチュリーホール、2016年1月30日～31日グランキューブ大阪）
- B1A4 JAPAN TOUR 2017「Be the one」(2017年6月3日大阪・グランキューブ大阪、2017年6月8日愛知・名古屋日本特殊陶業市民会館、2017年6月9日福岡・福岡市民会館、2017年6月16日東京・東京国際フォーラム ホールA)
- B1A4 JAPAN TOUR 2018「Paradise」

（2018年4月7日：埼玉･戸田市文化会館,2018年4月11日：東京･中野サンプラザ,2018年4月12日：東京･中野サンプラザ,2018年4月14日：千葉･市川市文化会館,2018年4月27日：愛知･刈谷市総合文化センター大ホール, 2018年5月1日：福岡･福岡市民会館,2018年5月4日：大阪･オリックス劇場,2018年5月5日：大阪･オリックス劇場,2018年5月6日：大阪･オリックス劇場）
- B1A4 2025 FAN-CON 'Singularity: Our Time' IN TOKYO (2025年7月21日：Zepp Haneda)

### 香港
- B1A4 2025 FAN-CON 'Singularity: Our Time' IN HONG KONG (2025年7月11日：マックファーソンスタジアム)[9]

### アメリカ合衆国
- B1A4 FOUR NIGHTS IN THE U.S 2017（2017年2月15日ニューヨークstage48、2017年2月17日シカゴCOPERNICUS CENTER、2017年2月19日サンフランシスコWARFIELD THEATER、2017年2月20日ロサンゼルスTHE NOVO LA LIVE)

### ワールドツアー
- 2014 B1A4 Road Trip – READY?

（2014年8月23日 台湾･南港101）
（2014年8月30日 上海･上海大舞台）
（2014年9月6日 	マニラ アラネタ・コロシアム）
（2014年9月18日 メルボルン リージェントシアター）
（2014年9月20日 シドニー ビックトップシドニー）
（2014年9月26日 福岡 福岡サンパレス ホテル＆ホール）
（2014年9月29-30日 大阪 グランキューブ大阪 メインホール）
（2014年10月3日 ニューヨーク ベストバイシアター）
（2014年10月5日 シカゴ ローズモントシアター）
（2014年10月8日 ダラス ベライゾンシアター）
（2014年10月11日 サンフランシスコ ウォーフィールドシアター）
（2014年10月16-17日 東京 東京国際フォーラムAホール）
（2014年10月20日 名古屋 名古屋国際会議場 センチュリーホール）
（2014年11月15-16日 ソウル 蚕室総合運動場 室内体育館）
- B1A4 ADVENTURE 2015

（2015年11月8日 ダラス ベライゾンシアター）
（2015年11月11日 メキシコ 360eヴェニュー）
（2015年11月13日 プエルトリコ コンベンションセンター）
（2015年11月29日 香港 アジアワールドエキスポ）
（2015年12月9日 ヘルシンキ The Circus）
（2015年12月11日 ベルリン Huxleys Neue Welt）
（2015年12月13日 マドリード パラシオ・ビスタ・アレグレ）
（2016年2月14日 チリ サンチャゴ ティートロー・コーポリカン)
（2016年2月17日 ペルー リマ アンフィテアトロ デ ラ エクスポジシオン)

## 出演

### テレビ

#### 韓国
- SBS MTV「MTV Match Up」（2011年）
- MBC 「アイドルスター陸上競技選手権大会」（2011年9月）（2012年1月・7月）（2013年9月）(2014年1月)
- SBS MTV「Let me Show」（2011年）
- MBC Every 1 「週間アイドル」（2012年1月14日）（2012年4月25日）（2012年12月12日）（2013年5月29日）（2014年2月19日）
- SBS MTV「MTV WIDE ENTERTAINMENT NEWS」（2012年）
- SBS MTV「MTV SPECIAL B1A4ダイアリー」（2012年）
- KBS joy「B1A4のHello Baby」（2012年）
- KBS「愛のリクエスト」（2012年）（2013年）(2014年1月・7月)
- KBS2TV「ユ・ヒヨルのスケッチブック」（2013年）(2014年1月)
- Arirang TV「After School Club」(2014年1月)
- MBC MUSIC「B1A4のある素敵な日」（2014年7月～）
- MBC MUSIC「ピクニックライブ 遠足」(2014年8月）
- MBC「セバキ～世界を変えるクイズ～」（2014年）
- tvN「SNL KOREA シーズン8」(2016年11月)
- JTBC「知ってるお兄さん」(2017年)
- SBS「パク・ジニョンのパーティーピープル」(2017年)
- JTBC「シュガーマン2」(2018年)

#### 日本
- NHK「MJ presents K-POPスペシャル」（2012年）
- MTV JAPAN「MTV B1A4 Hotline」（2012年）（2013年）
- フジテレビNEXT「お台場合衆国めざましライブ」（2012年）

#### アメリカ合衆国
- Mnet America「Go! B1A4」（2014年）

#### 中国
- 安徽衛視「遇見男神」（2016年）

### CM

#### 韓国
- Tropicana Sparkling （2011年）
- Samsung Galaxy S3（2012年）
- HOOLALA CHICKEN（2017年）

#### タイ
- Big Cola（2011年）
- Wuttisak Clinic（2012年）

### インターネットテレビ

#### 韓国
- ネイバースターキャスト「B1A4デビュー4周年記念＇D+1462＇」(2015年4月)
- ネイバーのライブ映像配信アプリ「V」にて生中継（2015年8月～）
- ENCAST piKicast「Fan心攻略アイドルTV」（2016年4月)
- MBC iMBC ヘヨTV「B1A4の私生活」（2016年5月～6月)
- EBS「スペース共感」(2021年3月)[10]

#### 日本
- niconico ニコニコ生放送「B1A4といっしょ！」(2014年6月～)

### OST

#### 韓国
- SBSドラマ「お願い、キャプテン」タイトル曲「Sky」 (2012年)
- MBCドラマ ｢千番目の男」タイトル曲「Hey Girl」(2012年)
- MBCバラエティ ｢私たち結婚しました世界版」挿入曲「SUNSHINE」(2013年) [11]
- tvNドラマ「応答せよ1994」挿入曲「With You」（カバー曲）(2013年)[12]
- 韓国ディズニーチャンネル アニメ「LINE TOWN」朝鮮語版主題歌オープニングテーマ「カナダソング」(カバー曲）（2014年）[13]
- JTBC ドラマ「恋するパッケージツアー」挿入歌「You Are My Baby」(2017年)[14]

### イメージキャラクター

#### 韓国
- 「HATS ON」（アパレルブランド 帽子）
- 「OMPHALOS」（アパレルブランド カジュアル）（～2012年）
- 「SMART」（アパレルブランド 制服）（2012年）
- 「ラブビート」（オンラインゲーム） (2013年1月)
- 「PUMA」（アパレルブランド スポーツ衣料）（2013年）
- 「LITMUS」（アパレルブランド カジュアル）（2013年）
- 「アタルトッポッキ」（フランチャイズチェーン 飲食）（2014年）
- 「オックダク」（フランチャイズチェーン 飲食）（2014年）
- 「TONYMOLY」（コスメティックブランド）（2014年10月）
- 「FILA」（アパレルブランド スポーツ衣料）（2014年12月）
- 「ロッテホテル」（ホテルチェーン）（2015年7月）
- 「テイルズランナー」（オンラインゲーム） (2015年7月)
- 「ポントゥラックピザ」（フランチャイズチェーン 飲食）（2015年11月）
- 「ロッテ・ジェイティービー」（旅行事業会社）（2016年10月）
- 「HOOLALA CHICKEN」（フランチャイズチェーン 飲食）（2017年）
- 「トックス&フィル医院」(美容医療)
- 「JAVISI」(ジュエリー)
- 「chasecult」(アパレル)
- 「ホンチュンチョン」(飲食)

#### 日本
- 「PARCO」（ファッションビル バレンタインホワイトデーイベント）（2015年2月～3月）

## 受賞歴

### 韓国
- 「SBS　MTVベストオブベスト2011」ホットデビュースター部門1位 (2011年12月)
- 「Arirang TV・OBS　WAVE K Super Rookies for 2012」1位 (2011年12月)
- 「第26回ゴールデンディスクアワード」新人賞3組の内1組(2012年1月)
- 「第21回ソウル歌謡大賞」新人賞部門1位(2012年1月)
- 「1st ガオンチャートK-POPアワード」男性グループ部門新人賞（2012年2月22日）
- 「第27回ゴールデンディスクアワード」アルバム本賞(2013年1月)
- 「第28回ゴールデンディスクアワード」本賞(2014年1月)
- 「第23回ソウル歌謡大賞」本賞、人気賞(2014年1月)
- 「第29回ゴールデンディスクアワード」アルバム本賞(2015年1月)
- 「第21回大韓民国芸能芸術賞」 ネチズン賞 (2015年1月)
- 「第24回ソウル歌謡大賞」本賞(2015年1月)

#### 韓国音楽番組
- MBC「ショー音楽中心」1位(2013年5月)(2014年1月)(2014年2月)
- MBC Music「SHOW CHAMPION」1位(2014年1月)(2014年2月)（2014年7月）(2015年8月)(2016年12月)
- KBS「ミュージックバンク」K-チャート1位(2014年1月)（2014年7月）(2016年12月)
- SBS「SBS人気歌謡」1位(2014年1月)
- Mnet「M! Countdown」1位（2014年7月）
- SBS MTV「THE SHOW」1位(2016年12月)

### 日本
- 「タワーレコード K-POP LOVERS! AWARDS 2011」新人部門1位 (2011年12月)
- 「第27回日本ゴールドディスク大賞」ニュー・アーティスト・オブ・ザ・イヤー（アジア）(2013年1月)
- 「第27回日本ゴールドディスク大賞」ベスト3ニュー・アーティスト（アジア）((2013年1月)

### ドイツ（ヨーロッパ）
- 「So-Loved Awards 2011」新人賞部門1位(2011年)